# 玉符河站
玉符河站是济南轨道交通1号线的地铁车站，位于中华人民共和国山东省济南市市中区陡沟街道玉符河北侧，2019年4月1日投入运营。在规划路中绿化隔离带内沿刘长山路南北向布置。

## 车站构造
车站为路中地上三层高架鱼腹岛式车站，地下局部一层为消防泵房、消防水池；地面一层为车站设备层，二层为车站站厅层及设备管理用房区；三层为车站站台层。结构总长131.1米(轴线），车站宽度从17.770m变化到21.680m。

## 出入口
| 編號         | 指示                                    |
| ------------ | --------------------------------------- |
| 出口 · A · 1 | 刘长山路靠近红卫村1公里                 |
| 出口 · A · 2 | 刘长山路西侧距离董庄村公交站K172路166米 |
| 出口 · B · 1 | 刘长山路东侧距离董庄村公交站K172路40米  |
| 出口 · B · 2 | 刘长山路东侧靠近国泰鑫城北门            |

### 临近地点
- 国泰鑫城
- 红卫村